# Tezdżan Naimowa
Tezdżan Naimowa (ur. 1 maja 1987 w Pyrwomaju) – bułgarska lekkoatletka, sprinterka.
Złota medalistka mistrzostw świata juniorów z 2006 roku. Zajęła 5. miejsce w finale biegu na 100 metrów podczas halowych mistrzostw Europy 2007. Dotarła do półfinału na 100 i 200 metrów podczas mistrzostw świata w Osace.
W 2008 Naimowa przyznała się do manipulowania próbkami podczas testów antydopingowych. Zawodniczka została zdyskwalifikowana na 2 lata (do 29 września 2010). Unieważniono m.in. jej rezultat osiągnięty na igrzyskach olimpijskich w Pekinie.
W 2013 zdobyła złoto w biegu na 60 metrów podczas halowych mistrzostw Europy w Göteborgu. Badania antydopingowe przeprowadzone w trakcie zawodów wykryły w organizmie zawodniczki niedozwolone sterydy anaboliczne. We wrześniu 2013 została ukarana dożywotnią dyskwalifikacją oraz odebrano jej złoty medal halowego czempionatu Europy.
W 2014 dołączyła do populistycznej partii politycznej Bułgaria bez Cenzury, kierowanej przez Nikołaja Barekowa.

## Osiągnięcia
| Rok  | Impreza                      | Miejsce    | Konkurencja             | Lokata     | Wynik   |
| ---- | ---------------------------- | ---------- | ----------------------- | ---------- | ------- |
| 2004 | Mistrzostwa świata juniorów  | Grosseto   | bieg na 200 metrów      | półfinał   | 24,44   |
| 2005 | Mistrzostwa Europy juniorów  | Kowno      | bieg na 100 metrów      | 4. miejsce | 11,79   |
| 2005 | Mistrzostwa Europy juniorów  | Kowno      | bieg na 200 metrów      | 7. miejsce | 24,02   |
| 2006 | Halowe mistrzostwa świata    | Moskwa     | bieg na 60 metrów       | półfinał   | 7,36    |
| 2006 | Halowe mistrzostwa świata    | Moskwa     | sztafeta 4 × 400 metrów | eliminacje | 3:34,47 |
| 2006 | Pierwsza liga pucharu Europy | Saloniki   | bieg na 100 metrów      | 2. miejsce | 11,39   |
| 2006 | Pierwsza liga pucharu Europy | Saloniki   | bieg na 200 metrów      | 1. miejsce | 23,06   |
| 2006 | Mistrzostwa świata juniorów  | Pekin      | bieg na 100 metrów      | 1. miejsce | 11,28   |
| 2006 | Mistrzostwa świata juniorów  | Pekin      | bieg na 200 metrów      | 1. miejsce | 22,99   |
| 2007 | Halowe mistrzostwa Europy    | Birmingham | bieg na 60 metrów       | 5. miejsce | 7,22    |
| 2007 | Mistrzostwa świata           | Osaka      | bieg na 100 metrów      | półfinał   | 11,18   |
| 2007 | Mistrzostwa świata           | Osaka      | bieg na 200 metrów      | półfinał   | 22,88   |
| 2008 | Igrzyska olimpijskie         | Pekin      | bieg na 100 metrów      | eliminacje | DSQ     |
| 2012 | Mistrzostwa Europy           | Helsinki   | sztafeta 4 × 100 metrów | eliminacje | 45,25   |
| 2013 | Halowe mistrzostwa Europy    | Göteborg   | bieg na 60 metrów       | 1. miejsce | DSQ     |

Wielokrotna medalistka mistrzostw kraju.

## Rekordy życiowe
- Bieg na 60 metrów (hala) – 7,10 (2013)
- Bieg na 100 metrów – 11,04 (2007)
- Bieg na 200 metrów – 22,43 (2007)